# Esperimento di Michelson-Morley

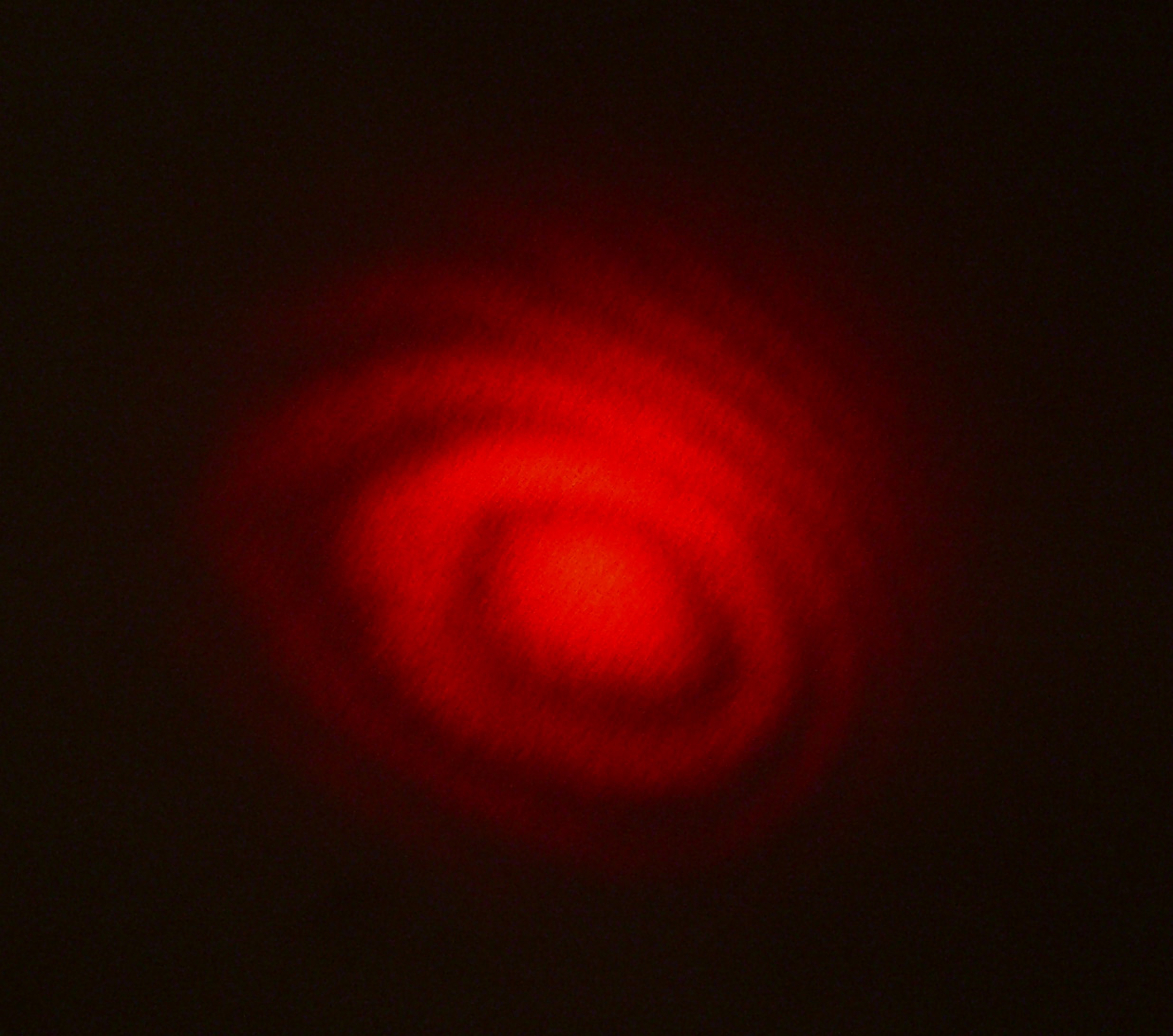
Interferenza prodotta da un raggio luminoso rosso con l'esperimento Michelson-Morley

L'esperimento di Michelson-Morley dimostrò l'indipendenza della velocità della luce rispetto all'ipotetico vento d'etere e costituì la prima forte prova contro la teoria dell'etere luminifero.
Eseguito nel 1887 nell'attuale Case Western Reserve University, è considerato uno dei più famosi e importanti esperimenti della storia della fisica.

## Sfondo storico
La fisica nel XIX secolo assumeva che tutti i tipi di onde (luminose, sonore, etc.) dovessero propagarsi attraverso qualche mezzo elastico; di conseguenza, per giustificare la propagazione delle onde elettromagnetiche si era ipotizzata l'esistenza di una sostanza invisibile chiamata etere luminifero, dotata di particolari proprietà. Sotto quest'ipotesi, la velocità della luce prevista dalle equazioni di Maxwell avrebbe dovuto essere quella relativa a un sistema di riferimento fermo rispetto all'etere e ogni corpo in movimento nell'universo avrebbe dovuto essere soggetto agli effetti fisici del suo movimento rispetto all'etere, ossia a una sorta di "vento d'etere" con la stessa direzione e verso opposto. Un generico osservatore in moto, misurando la velocità della luce in direzioni diverse, per il principio galileiano di composizione delle velocità avrebbe dovuto quindi rilevare valori diversi, potendo ricavarne direttamente la propria velocità rispetto all'etere. Per esempio, un osservatore sulla Terra, a causa dei moti di rotazione e rivoluzione terrestre, avrebbe dovuto osservare una velocità relativa dell'etere, cioè un vento d'etere, di 30 km/s

## Esperimento

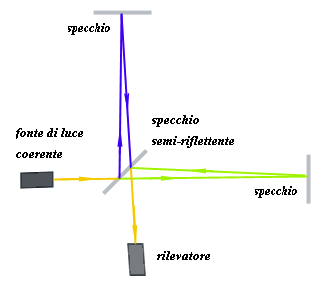
Un interferometro di Michelson: l'esperimento originale utilizzò più specchi di quelli mostrati. La luce veniva riflessa avanti e indietro diverse volte prima di ricombinarsi.

Nel 1881 Albert Abraham Michelson, per verificare se si trovasse prova del vento d'etere, decise di misurare la velocità della luce in diverse direzioni usando uno strumento da lui stesso ideato che successivamente prese il nome di interferometro di Michelson. L'interferometro permette di suddividere un fascio di luce in due fasci che viaggiano seguendo cammini perpendicolari e vengono poi nuovamente fatti convergere su uno schermo formandovi una figura di interferenza. Una diversa velocità nelle varie direzioni del fascio di luce emesso, a seconda dell'angolo formato con la direzione del moto orbitale della terra e del relativo vento d'etere,  avrebbe comportato uno scorrimento delle frange di interferenza al ruotare dell'apparato.
Utilizzando questo dispositivo sperimentale Michelson effettuò un certo numero di misure non rilevando lo spostamento minimo previsto delle frange di interferenza (i dati vennero pubblicati nello stesso anno), tuttavia il suo apparecchio non aveva la precisione sufficiente per escludere con certezza l'esistenza del movimento nell'etere. Per ottenere dati più precisi, nel 1887 si mise in contatto con Edward Morley, che offrì il suo seminterrato per un nuovo esperimento per il quale venne utilizzato un interferometro montato su una lastra di pietra quadrata di 1,5 m di lato e circa 30 cm di spessore.
Per eliminare le vibrazioni la lastra veniva fatta galleggiare su mercurio liquido, accorgimento che permetteva di mantenere la lastra orizzontale e di farla girare senza attrito e senza deformazioni. Un sistema di specchi inviava il raggio di luce per un percorso di otto viaggi di andata e ritorno allo scopo di rendere il viaggio del raggio di luce più lungo possibile. Anche in questo caso non si trovò traccia di un vento d'etere, pur ripetendo l'esperimento a distanza di tempo per tener conto dell'eventuale cambiamento della velocità della Terra rispetto all'etere dovuto alla sua rotazione.

## Teoria
Ipotizzando che la Terra si muova verso destra con velocità di modulo {\displaystyle v} (rispetto all'etere), relativamente alla figura qui a fianco, si possono calcolare gli ipotetici risultati dell'esperimento.
Indichiamo con {\displaystyle t_{1}} il tempo necessario a percorrere il braccio parallelo al moto terrestre, di lunghezza {\displaystyle L_{1}}. Poiché il vento d'etere è diretto verso sinistra, all'andata il modulo della velocità dell'onda sarà {\displaystyle (c-v)}, mentre al ritorno sarà {\displaystyle (c+v)}. Il tempo {\displaystyle t_{1}} è la somma del tempo impiegato all'andata e di quello impiegato al ritorno, dunque:
{\displaystyle t_{1}={\frac {L_{1}}{c+v}}+{\frac {L_{1}}{c-v}}={\frac {2cL_{1}}{c^{2}-v^{2}}}={\frac {2L_{1}}{c}}{\frac {1}{1-{\frac {v^{2}}{c^{2}}}}}\approx {\frac {2L_{1}}{c}}\left(1+{\frac {v^{2}}{c^{2}}}\right)}
L'approssimazione è dovuta al fatto che {\displaystyle (v/c)^{2}<<1} (nell'ordine di {\displaystyle 10^{-8}}) quando si prende come velocità {\displaystyle v} quella della terra.
Il calcolo di {\displaystyle t_{2}}, ovvero il tempo impiegato per percorrere il braccio di lunghezza {\displaystyle L_{2}} perpendicolare al moto della terra (e dell'etere), avviene in maniera più complicata. Innanzitutto bisogna tenere presente che nella teoria dell'etere è solamente in questo mezzo che la velocità della luce ha modulo pari a {\displaystyle c}, in tutti gli altri sistemi bisogna applicare le trasformazioni ipotizzando un vento contrario al moto e di pari velocità.
Il modulo della velocità dell'onda nell'etere è {\displaystyle c=\|\mathbf {v} +\mathbf {v_{1}} \|}, dove {\displaystyle \mathbf {v_{1}} } è la componente della velocità dell'onda in direzione dello specchio superiore, mentre {\displaystyle \mathbf {v} } è la componente della velocità dell'onda in direzione del moto della Terra (e ha modulo {\displaystyle v}).
Posto {\displaystyle v_{1}=\|\mathbf {v} _{1}\|}, si ha che il tempo impiegato dall'onda per andare dallo specchio semi-riflettente a quello superiore è {\displaystyle {\frac {L_{2}}{v_{1}}}}. Poiché {\displaystyle \mathbf {v} } e {\displaystyle \mathbf {v_{1}} } sono perpendicolari, risulta che {\displaystyle c=\|\mathbf {v} +\mathbf {v_{1}} \|={\sqrt {v^{2}+v_{1}^{2}}}}, da cui segue che
{\displaystyle v_{1}={\sqrt {c^{2}-v^{2}}}={{c}{\sqrt {1-{\frac {v^{2}}{c^{2}}}}}}}
Tenendo presente la simmetria tra andata e ritorno di questo caso (in quanto cambia solo il verso di {\displaystyle \mathbf {v} _{1}}), si può ora calcolare il tempo totale {\displaystyle t_{2}} impiegato per tale braccio:
{\displaystyle t_{2}={\frac {2L_{2}}{c}}{\frac {1}{\sqrt {1-{\frac {v^{2}}{c^{2}}}}}}\approx {\frac {2L_{2}}{c}}\left(1+{\frac {v^{2}}{2c^{2}}}\right)}
Trovato il tempo impiegato per percorrere ciascun braccio, si può prevedere la possibile interferenza rilevabile con il nostro apparato quando le due onde, inizialmente con fase uguale, andranno nuovamente a sovrapporsi. La differenza di fase è proporzionale a:
{\displaystyle \delta =c(t_{2}-t_{1})=2\left({{\frac {L_{2}}{\sqrt {1-{\frac {v^{2}}{c^{2}}}}}}-{\frac {L_{1}}{1-{\frac {v^{2}}{c^{2}}}}}}\right)}
Ruotando il nostro sistema di 90°, si invertono semplicemente {\displaystyle L_{1}} ed {\displaystyle L_{2}}.
Ciò che si fece allora fu regolare l'interferometro nella posizione descritta fino ad ora e poi successivamente ruotarlo. Il punto centrale di questo esperimento è, per l'appunto, la rotazione. Se la velocità della luce fosse invariante dal sistema scelto come riferimento, la Terra nel nostro caso, una rotazione non avrebbe implicato nessuna variazione. Nel caso che la teoria sull'etere fosse corretta, invece, il nostro sistema avrebbe dovuto registrare una variazione.
Sia {\displaystyle S=|\delta +\delta ^{'}|}, dove {\displaystyle \delta ^{'}} è la quantità analoga a {\displaystyle \delta } quando il nostro sistema è ruotato di {\displaystyle {\frac {\pi }{2}}}. Risulta che
{\displaystyle S=\left|2L_{1}\left({{\frac {1}{\sqrt {1-{\frac {v^{2}}{c^{2}}}}}}-{\frac {1}{1-{\frac {v^{2}}{c^{2}}}}}}\right)+2L_{2}\left({{\frac {1}{\sqrt {1-{\frac {v^{2}}{c^{2}}}}}}-{\frac {1}{1-{\frac {v^{2}}{c^{2}}}}}}\right)\right|\approx (L_{1}+L_{2}){\frac {v^{2}}{c^{2}}}}
Pertanto, l'esistenza dell'etere implicherebbe, tra i due casi, una variazione di interferenza quantificabile con precisione, e quindi anche rilevabile con i mezzi opportuni. Uno di questi mezzi era appunto l'interferometro di Michelson-Morley, progettato in modo da accentuare tale variazione, grazie alla sua riflessione ripetuta per otto volte, portando ad un esperimento con bracci di circa 11 m. Questa variazione di fase non si presentò; come si capì in seguito, l'esperimento aveva così dimostrato l'assenza di etere.

## Conseguenze
Con questi esperimenti, se si ipotizza che la Terra non sia ferma rispetto all'etere, fallisce la legge di composizione galileiana delle velocità nel caso della luce, poiché questa non risulta influenzata da alcun mezzo fisico. Sono possibili tre spiegazioni del fallimento dell'esperienza di Michelson e Morley:
- la Terra è ferma rispetto all'etere
- il braccio dell'interferometro si accorcia nelle direzione del moto in misura tale da compensare esattamente l'effetto atteso del vento d’etere sulla velocità del raggio di luce emesso nella direzione del moto orbitale della terra  (contrazione di Lorentz-FitzGerald)
- la velocità della luce è la medesima in tutte le direzioni

La costanza della velocità della luce, e quindi la sua indipendenza dal moto della sorgente e dell'osservatore, fu uno dei due postulati da cui Einstein partì per sviluppare la teoria della relatività ristretta e va considerata come prova dell'isotropia dello spazio per tutti gli osservatori. Essa rende non più necessaria l'esistenza dell'etere e implica una riduzione della misura della dimensione del corpo nella direzione del suo moto dello stesso valore di quella prevista dalla contrazione ipotizzata da Lorentz e FitzGerald.